# Wereldkampioenschap voetbal 2010 (kwalificatie OFC)
Namens de Oceanische bond OFC deden tien landen mee aan de kwalificatie voor de eindronde van het wereldkampioenschap voetbal 2010. Of er daadwerkelijk een team uit Oceanië op de eindronde actief zou zijn, hing af van de play-off wedstrijden tegen de nummer vijf uit de Aziatische zone. Nieuw-Zeeland slaagde hierin waardoor er net als vier jaar eerder opnieuw een team van de OFC aanwezig zou zijn op het WK.
Australië was na het vorige wereldkampioenschap overgestapt naar de Aziatische voetbalbond en deed via die bond mee aan de kwalificatie. Voor de OFC had dit tot gevolg dat de opzet van het kwalificatietoernooi werd gewijzigd.

## Gekwalificeerde landen
| FIFA-lid      | Confederatie | Kwalificatie     | Kwal. datum      | Aantal dln. (incl. 2010) | Dln. op rij | Eerste dln. | Laatste dln. | Titels (excl. 2010) | Beste prestatie |
| ------------- | ------------ | ---------------- | ---------------- | ------------------------ | ----------- | ----------- | ------------ | ------------------- | --------------- |
| Nieuw-Zeeland | OFC          | Play-off AFC/OFC | 14 november 2009 | 2e                       | 1           | 1982        | 1982         | 0                   | Groepsfase      |

## Opzet
De eerste ronde viel samen met de Pacifische Spelen in Samoa en vond plaats tussen 25 augustus en 7 september 2007. Hieraan deden negen FIFA-leden en het niet-FIFA lid Tuvalu mee. Papoea-Nieuw-Guinea had zich wel aangemeld voor de WK-kwalificatie, maar had zich niet ingeschreven voor deelname aan de South Pacific Games. Hierdoor kon het niet deelnemen aan het WK-kwalificatietoernooi. Nieuw-Zeeland was voor deze ronde vrij gesteld. De drie beste FIFA-landen tijdens dat toernooi, Fiji, Nieuw-Caledonië en Vanuatu kwalificeerden zich, samen met Nieuw-Zeeland, voor de tweede ronde.
In de tweede ronde, die tussen 13 oktober 2007 en 19 november 2008 plaatsvond en tevens de 2008 editie van de Oceanisch kampioenschap voetbal was, speelden de vier landen een volledige competitie. De winnaar van de groep plaatste zich voor een beslissingswedstrijd tegen de nummer vijf van de Aziatische zone. De groepswinnaar was tevens de winnaar van de Oceanisch kampioenschap voetbal 2008.

## Eerdere opzet
In eerste instantie was gepland dat de winnaar van Oceanië samen met negen Aziatische landen zou spelen om 5 plaatsen in de eindronde. Deze tien landen zouden in twee groepen van 5 worden verdeeld waaruit de nummers 1 en 2 zich zouden plaatsen. De nummers drie zouden dan om het 5e ticket strijden. Hiervan is uiteindelijk afgezien.
Ook presenteerde de FIFA een variant waarbij de beste twee teams uit de tweede ronde zouden doorgaan naar de derde ronde. In een thuis- en uitwedstrijd zouden die teams tegen elkaar spelen en zou de winnaar zich plaatsen voor de beslissingswedstrijd met de Aziatische deelnemer.
 Deze derde ronde is uiteindelijk niet doorgegaan.

## Eerste ronde
Bij de loting voor de groepsindeling, gehouden op 12 juni 2007, is gebruikgemaakt van de positie op de FIFA ranglijst van april. Dit was op dat moment de meest recente lijst. De positie staat in de onderstaande tabel tussen haakjes.
| Groep A | Groep B |
| --- | --- |
| - Fiji - (153e) - Tahiti - (173e) - Nieuw-Caledonië - (175e) - Cookeilanden - (198e) - Tuvalu - (geen FIFA-lid) | - Salomonseilanden - (163e) - Vanuatu - (167e) - Samoa - (188e) - Tonga - (190e) - Amerikaans-Samoa - (199e) |

### Groep A
| Nr. | Land            | GW | W | G | V | DV | DT | DS  | Ptn | Resultaat                            |
| --- | --------------- | -- | - | - | - | -- | -- | --- | --- | ------------------------------------ |
| 1.  | Fiji            | 4  | 3 | 1 | 0 | 25 | 1  | +24 | 10  | Gekwalificeerd voor de tweede ronde. |
| 2.  | Nieuw-Caledonië | 4  | 3 | 1 | 0 | 6  | 1  | +5  | 10  | Gekwalificeerd voor de tweede ronde. |
| 3.  | Tahiti          | 4  | 1 | 1 | 2 | 2  | 6  | –4  | 4   |                                      |
| 4.  | Cookeilanden    | 4  | 1 | 0 | 3 | 4  | 9  | –5  | 3   |                                      |
| 5.  | Tuvalu          | 4  | 0 | 1 | 3 | 2  | 22 | –20 | 1   |                                      |

|                                                    |        |         |                  |                                                                                                   |
| 25 augustus 2007 «onderlinge duels» 15:00 (UTC−11) | Tahiti | 0 – 1   | Nieuw-Caledonië  | Toleafoa J.S. Blatter Complex, Apia, Samoa Toeschouwers: 400 Scheidsrechter: Michael Hester (NZL) |
| 25 augustus 2007 «onderlinge duels» 15:00 (UTC−11) |        | Verslag | 9' (pen.) Wajoka | Toleafoa J.S. Blatter Complex, Apia, Samoa Toeschouwers: 400 Scheidsrechter: Michael Hester (NZL) |

|                                 | |         |        |                                                                                                 |
| 25 augustus 2007 18:00 (UTC−11) | Fiji | 16 – 0  | Tuvalu | Toleafoa J.S. Blatter Complex, Apia, Samoa Toeschouwers: 200 Scheidsrechter: Fiti Aimaasu (SAM) |
| 25 augustus 2007 18:00 (UTC−11) | Krishna 6', 14', 22' Rabo 11', 34', 45' Baleitoga 17' Tiwa 28', 30' Vakatalesau 42', 46', 65', 73', 82', 89' Finau 68' (pen.) | Verslag |        | Toleafoa J.S. Blatter Complex, Apia, Samoa Toeschouwers: 200 Scheidsrechter: Fiti Aimaasu (SAM) |

|                                 |        |         |                 |                                                                                                |
| 27 augustus 2007 15:00 (UTC−11) | Tuvalu | 0 – 1   | Nieuw-Caledonië | Toleafoa J.S. Blatter Complex, Apia, Samoa Toeschouwers: 250 Scheidsrechter: Nelson Sogo (SOL) |
| 27 augustus 2007 15:00 (UTC−11) |        | Verslag | 52' Kabeu       | Toleafoa J.S. Blatter Complex, Apia, Samoa Toeschouwers: 250 Scheidsrechter: Nelson Sogo (SOL) |

|                                                    |                                                     |         |              |                                                                                                |
| 27 augustus 2007 «onderlinge duels» 18:00 (UTC−11) | Fiji                                                | 4 – 0   | Cookeilanden | Toleafoa J.S. Blatter Complex, Apia, Samoa Toeschouwers: 400 Scheidsrechter: Lencie Fred (VAN) |
| 27 augustus 2007 «onderlinge duels» 18:00 (UTC−11) | Vakatalesau 19' Waqa 40' Bukalidi 63' Kainihewe 82' | Verslag |              | Toleafoa J.S. Blatter Complex, Apia, Samoa Toeschouwers: 400 Scheidsrechter: Lencie Fred (VAN) |

|                                 |            |         |                |                                                                                                  |
| 29 augustus 2007 15:00 (UTC−11) | Tuvalu     | 1 – 1   | Tahiti         | Toleafoa J.S. Blatter Complex, Apia, Samoa Toeschouwers: 100 Scheidsrechter: Chris Lengata (SOL) |
| 29 augustus 2007 15:00 (UTC−11) | Sekifu 87' | Verslag | 45+1' Williams | Toleafoa J.S. Blatter Complex, Apia, Samoa Toeschouwers: 100 Scheidsrechter: Chris Lengata (SOL) |

|                                                    |                     |         |              |                                                                                             |
| 29 augustus 2007 «onderlinge duels» 18:00 (UTC−11) | Nieuw-Caledonië     | 3 – 0   | Cookeilanden | Toleafoa J.S. Blatter Complex, Apia, Samoa Toeschouwers: 200 Scheidsrechter: Neil Fox (NZL) |
| 29 augustus 2007 «onderlinge duels» 18:00 (UTC−11) | Kabeu 35', 51', 85' | Verslag |              | Toleafoa J.S. Blatter Complex, Apia, Samoa Toeschouwers: 200 Scheidsrechter: Neil Fox (NZL) |

|                                 |                                            |         |                   |                                                                                                   |
| 1 september 2007 12:30 (UTC−11) | Cookeilanden                               | 4 – 1   | Tuvalu            | Toleafoa J.S. Blatter Complex, Apia, Samoa Toeschouwers: 200 Scheidsrechter: Michael Hester (NZL) |
| 1 september 2007 12:30 (UTC−11) | Mateariki 28', 69' Le Mouton 88' Tom 90+3' | Verslag | 83' (e.d.) Willis | Toleafoa J.S. Blatter Complex, Apia, Samoa Toeschouwers: 200 Scheidsrechter: Michael Hester (NZL) |

|                                                    |        |         |                                             |                                                                                             |
| 1 september 2007 «onderlinge duels» 18:00 (UTC−11) | Tahiti | 0 – 4   | Fiji                                        | Toleafoa J.S. Blatter Complex, Apia, Samoa Toeschouwers: 200 Scheidsrechter: Neil Fox (NZL) |
| 1 september 2007 «onderlinge duels» 18:00 (UTC−11) |        | Verslag | 17' Waqa 38' Baleitoga 49', 73' Vakatalesau | Toleafoa J.S. Blatter Complex, Apia, Samoa Toeschouwers: 200 Scheidsrechter: Neil Fox (NZL) |

|                                                    |                 |         |               |                                                                                                  |
| 3 september 2007 «onderlinge duels» 15:00 (UTC−11) | Nieuw-Caledonië | 1 – 1   | Fiji          | Toleafoa J.S. Blatter Complex, Apia, Samoa Toeschouwers: 1.000 Scheidsrechter: Lencie Fred (VAN) |
| 3 september 2007 «onderlinge duels» 15:00 (UTC−11) | Wajoka 44'      | Verslag | 56' Kainihewe | Toleafoa J.S. Blatter Complex, Apia, Samoa Toeschouwers: 1.000 Scheidsrechter: Lencie Fred (VAN) |

|                                                    |              |         |             |                                                                                                 |
| 3 september 2007 «onderlinge duels» 15:00 (UTC−11) | Cookeilanden | 0 – 1   | Tahiti      | Toleafoa J.S. Blatter Complex, Apia, Samoa Toeschouwers: 100 Scheidsrechter: Fiti Aimaasu (SAM) |
| 3 september 2007 «onderlinge duels» 15:00 (UTC−11) |              | Verslag | 64' Tinorua | Toleafoa J.S. Blatter Complex, Apia, Samoa Toeschouwers: 100 Scheidsrechter: Fiti Aimaasu (SAM) |

### Groep B
| Nr. | Land             | GW | W | G | V | DV | DT | DS  | Ptn | Resultaat                            |
| --- | ---------------- | -- | - | - | - | -- | -- | --- | --- | ------------------------------------ |
| 1.  | Salomonseilanden | 4  | 4 | 0 | 0 | 21 | 1  | +20 | 12  | Gekwalificeerd voor de tweede ronde. |
| 2.  | Vanuatu          | 4  | 3 | 0 | 1 | 23 | 3  | +20 | 9   | Gekwalificeerd voor de tweede ronde. |
| 3.  | Samoa            | 4  | 2 | 0 | 2 | 9  | 8  | +1  | 6   |                                      |
| 4.  | Tonga            | 4  | 1 | 0 | 3 | 6  | 10 | –4  | 3   |                                      |
| 5.  | Amerikaans-Samoa | 4  | 0 | 0 | 4 | 1  | 38 | –37 | 0   |                                      |

|                                                    | |         |                  | |
| 25 augustus 2007 «onderlinge duels» 15:00 (UTC−11) | Salomonseilanden                                                                                                | 12 – 1  | Amerikaans-Samoa | Toleafoa J.S. Blatter Complex, Apia, Samoa Toeschouwers: 300 Scheidsrechter: Salaiau Sosongan (PNG) |
| 25 augustus 2007 «onderlinge duels» 15:00 (UTC−11) | Totori 12', 15' Menapi 20' (pen.), 41', 75', 82' Fa'arodo 43' Waita 58', 85' Bebeu 69' Molea 77' Takayama 90+2' | Verslag | 55' (pen.) Ott   | Toleafoa J.S. Blatter Complex, Apia, Samoa Toeschouwers: 300 Scheidsrechter: Salaiau Sosongan (PNG) |

|                                                    |                                               |         |       |                                                                                                   |
| 25 augustus 2007 «onderlinge duels» 20:30 (UTC−11) | Vanuatu                                       | 4 – 0   | Samoa | Toleafoa J.S. Blatter Complex, Apia, Samoa Toeschouwers: 300 Scheidsrechter: Averii Jacques (TAH) |
| 25 augustus 2007 «onderlinge duels» 20:30 (UTC−11) | Iwai 21' Naprapol 43' Poida 66' Soromon 90+2' | Verslag |       | Toleafoa J.S. Blatter Complex, Apia, Samoa Toeschouwers: 300 Scheidsrechter: Averii Jacques (TAH) |

|                                                    |                                        |         |       |                                                                                                 |
| 27 augustus 2007 «onderlinge duels» 15:00 (UTC−11) | Salomonseilanden                       | 4 – 0   | Tonga | Toleafoa J.S. Blatter Complex, Apia, Samoa Toeschouwers: 350 Scheidsrechter: Fiti Aimaasu (SAM) |
| 27 augustus 2007 «onderlinge duels» 15:00 (UTC−11) | Menapi 5', 12' Fa'arodo 51' Maemae 66' | Verslag |       | Toleafoa J.S. Blatter Complex, Apia, Samoa Toeschouwers: 350 Scheidsrechter: Fiti Aimaasu (SAM) |

|                                                    |                  |         |                                                                           |                                                                                                |
| 27 augustus 2007 «onderlinge duels» 20:30 (UTC−11) | Amerikaans-Samoa | 0 – 7   | Samoa                                                                     | Toleafoa J.S. Blatter Complex, Apia, Samoa Toeschouwers: 2.800 Scheidsrechter: Job Minan (PNG) |
| 27 augustus 2007 «onderlinge duels» 20:30 (UTC−11) |                  | Verslag | 24', 51' Tumua 29' Faaiuaso 43' (pen.), 67' Cahill 61' Fonoti 76' Michael | Toleafoa J.S. Blatter Complex, Apia, Samoa Toeschouwers: 2.800 Scheidsrechter: Job Minan (PNG) |

|                                                    |                  |         | |                                                                                                   |
| 29 augustus 2007 «onderlinge duels» 15:00 (UTC−11) | Amerikaans-Samoa | 0 – 15  | Vanuatu | Toleafoa J.S. Blatter Complex, Apia, Samoa Toeschouwers: 200 Scheidsrechter: Michael Hester (NZL) |
| 29 augustus 2007 «onderlinge duels» 15:00 (UTC−11) |                  | Verslag | 19' Poida 24', 45', 45+1', 68' Mermer 43', 79', 90+1' Sakama 56' Chichirua 62' Iwai 72' Tomake 81', 84', 86', 90+2' Soromon | Toleafoa J.S. Blatter Complex, Apia, Samoa Toeschouwers: 200 Scheidsrechter: Michael Hester (NZL) |

|                                                    |                           |         |          | |
| 29 augustus 2007 «onderlinge duels» 20:30 (UTC−11) | Samoa                     | 2 – 1   | Tonga    | Toleafoa J.S. Blatter Complex, Apia, Samoa Toeschouwers: 1.850 Scheidsrechter: Salaiau Sosongan (PNG) |
| 29 augustus 2007 «onderlinge duels» 20:30 (UTC−11) | Faaiuaso 45+1' Taylor 83' | Verslag | 54' Feao | Toleafoa J.S. Blatter Complex, Apia, Samoa Toeschouwers: 1.850 Scheidsrechter: Salaiau Sosongan (PNG) |

|                                                    |                                               |         |                  |                                                                                              |
| 1 september 2007 «onderlinge duels» 12:30 (UTC−11) | Tonga                                         | 4 – 0   | Amerikaans-Samoa | Toleafoa J.S. Blatter Complex, Apia, Samoa Toeschouwers: 200 Scheidsrechter: Job Minan (PNG) |
| 1 september 2007 «onderlinge duels» 12:30 (UTC−11) | Moala 37' (pen.) Palu 54', 61' K. Uhatahi 86' | Verslag |                  | Toleafoa J.S. Blatter Complex, Apia, Samoa Toeschouwers: 200 Scheidsrechter: Job Minan (PNG) |

|                                                    |         |         |                        | |
| 1 september 2007 «onderlinge duels» 14:30 (UTC−11) | Vanuatu | 0 – 2   | Salomonseilanden       | Toleafoa J.S. Blatter Complex, Apia, Samoa Toeschouwers: 1.000 Scheidsrechter: Averii Jacques (TAH) |
| 1 september 2007 «onderlinge duels» 14:30 (UTC−11) |         | Verslag | 60' Bebeu 64' Fa'arodo | Toleafoa J.S. Blatter Complex, Apia, Samoa Toeschouwers: 1.000 Scheidsrechter: Averii Jacques (TAH) |

|                                                    |       |         |                           |                                                                                                   |
| 3 september 2007 «onderlinge duels» 12:30 (UTC−11) | Samoa | 0 – 3   | Salomonseilanden          | Toleafoa J.S. Blatter Complex, Apia, Samoa Toeschouwers: 200 Scheidsrechter: Michael Hester (NZL) |
| 3 september 2007 «onderlinge duels» 12:30 (UTC−11) |       | Verslag | 1', 37' Totori 69' Maemae | Toleafoa J.S. Blatter Complex, Apia, Samoa Toeschouwers: 200 Scheidsrechter: Michael Hester (NZL) |

|                                                    |             |         |                                 |                                                                                             |
| 3 september 2007 «onderlinge duels» 12:30 (UTC−11) | Tonga       | 1 – 4   | Vanuatu                         | Toleafoa J.S. Blatter Complex, Apia, Samoa Toeschouwers: 50 Scheidsrechter: Job Minan (PNG) |
| 3 september 2007 «onderlinge duels» 12:30 (UTC−11) | Savieti 50' | Verslag | 24', 34', 41' Soromon 76' Maleb | Toleafoa J.S. Blatter Complex, Apia, Samoa Toeschouwers: 50 Scheidsrechter: Job Minan (PNG) |

### Knock-outfase

#### Halve finale
|                                                    |                         |         |                                     |                                                                                                |
| 5 september 2007 «onderlinge duels» 15:00 (UTC−11) | Salomonseilanden        | 2 – 3   | Nieuw-Caledonië                     | Toleafoa J.S. Blatter Complex, Apia, Samoa Toeschouwers: 1,500 Scheidsrechter: Job Minan (PNG) |
| 5 september 2007 «onderlinge duels» 15:00 (UTC−11) | Fa'arodo 40' Menapi 47' | Verslag | Kabeu 37' P. Toto 54' Mercier 90+4' | Toleafoa J.S. Blatter Complex, Apia, Samoa Toeschouwers: 1,500 Scheidsrechter: Job Minan (PNG) |

|                                 |                                                  |         |         |                                                                                                   |
| 5 september 2007 18:00 (UTC−11) | Fiji                                             | 3 – 0   | Vanuatu | Toleafoa J.S. Blatter Complex, Apia, Samoa Toeschouwers: 600 Scheidsrechter: Michael Hester (NZL) |
| 5 september 2007 18:00 (UTC−11) | Baleitoga 44' Vakatalesau 69' (pen.) Krishna 70' | Verslag |         | Toleafoa J.S. Blatter Complex, Apia, Samoa Toeschouwers: 600 Scheidsrechter: Michael Hester (NZL) |

#### Troostfinale
|                                 |                  |         |                          |                                                                                                   |
| 7 september 2007 14:30 (UTC−11) | Salomonseilanden | 0 – 2   | Vanuatu                  | Toleafoa J.S. Blatter Complex, Apia, Samoa Toeschouwers: 200 Scheidsrechter: Averii Jacques (TAH) |
| 7 september 2007 14:30 (UTC−11) |                  | Verslag | Soromon 45+3' Sakama 50' | Toleafoa J.S. Blatter Complex, Apia, Samoa Toeschouwers: 200 Scheidsrechter: Averii Jacques (TAH) |

#### Finale
|                                                    |                 |         |      |                                                                                                   |
| 7 september 2007 «onderlinge duels» 18:00 (UTC−11) | Nieuw-Caledonië | 1 – 0   | Fiji | Toleafoa J.S. Blatter Complex, Apia, Samoa Toeschouwers: 400 Scheidsrechter: Michael Hester (NZL) |
| 7 september 2007 «onderlinge duels» 18:00 (UTC−11) | Hmaé 61'        | Verslag |      | Toleafoa J.S. Blatter Complex, Apia, Samoa Toeschouwers: 400 Scheidsrechter: Michael Hester (NZL) |

## Tweede ronde

### Eindstand
| Nr. | Land            | GW | W | G | V | DV | DT | DS | Ptn | Resultaat                                          |
| --- | --------------- | -- | - | - | - | -- | -- | -- | --- | -------------------------------------------------- |
| 1.  | Nieuw-Zeeland   | 6  | 5 | 0 | 1 | 14 | 5  | +9 | 15  | Gekwalificeerd voor de Intercontinentale play-off. |
| 2.  | Nieuw-Caledonië | 6  | 2 | 2 | 2 | 12 | 10 | +2 | 8   |                                                    |
| 3.  | Fiji            | 6  | 2 | 1 | 3 | 8  | 11 | –3 | 7   |                                                    |
| 4.  | Vanuatu         | 6  | 1 | 1 | 4 | 5  | 13 | –8 | 4   |                                                    |

Als winnaar van de Oceanisch kampioenschap voetbal, is Nieuw-Zeeland ook gekwalificeerd voor de Confederations Cup 2009 in Zuid-Afrika.

## Intercontinentale play-off
Op 10 oktober en 14 november 2009 speelde Nieuw-Zeeland tegen Bahrein, de nummer vijf van de Aziatische zone, om één plaats in de eindronde.
Doordat Australië op eigen verzoek ingedeeld werd in de Azatische zone, had Nieuw-Zeeland weinig problemen winnaar te worden van de Oceanische Zone, een 1-3 zege op Nieuw-Caledonië zorgde voor de beslissing. In de Play-offs was Bahrein de tegenstander, na een doelpuntloos gelijkspel in Riffa moest de beslissing vallen in Wellington. Vlak voor de rust zorgde Rory Fallon met een kopbal voor de 1-0 voor de "All-Whites". In de tweede helft kreeg Bahrein de overhand, grootste mogelijkheid was een gemiste strafschop. Nieuw Zeeland hield het vol en plaatste zich voor de eerste keer sinds 1982 voor de eindronde. Bahrein verloor voor de twee opeenvolgende keer een beslissende "Play-Off"-wedstrijd (op het vorige WK was Trinidad en Tobago te sterk) en voor de eerste keer sinds 1974 was er geen Arabisch land uit het Aziatische continent aanwezig op een WK. 
|                                                  |         |       |               |                                                                                          |
| 10 oktober 2009 «onderlinge duels» 18:30 (UTC+3) | Bahrein | 0 – 0 | Nieuw-Zeeland | Bahrain National Stadium, Riffa Toeschouwers: 37.000 Scheidsrechter: Viktor Kassai (HUN) |
| 10 oktober 2009 «onderlinge duels» 18:30 (UTC+3) |         |       |               | Bahrain National Stadium, Riffa Toeschouwers: 37.000 Scheidsrechter: Viktor Kassai (HUN) |

|                                                    |               |       |         |                                                                                        |
| 14 november 2009 «onderlinge duels» 20:00 (UTC+13) | Nieuw-Zeeland | 1 – 0 | Bahrein | Westpac Stadium, Wellington Toeschouwers: 36.500 Scheidsrechter: Jorge Larrionda (URU) |
| 14 november 2009 «onderlinge duels» 20:00 (UTC+13) | Fallon 45'    |       |         | Westpac Stadium, Wellington Toeschouwers: 36.500 Scheidsrechter: Jorge Larrionda (URU) |

Nieuw-Zeeland wint over twee wedstrijden met 1–0 en kwalificeert zich voor het hoofdtoernooi.